# كأس الاتحاد الأوروبي 1974–75
كأس الاتحاد الأوروبي 1974–75 (بالإنجليزية: 1974–75 UEFA Cup)‏ هو الموسم الرابع من كأس الاتحاد الأوروبي. أقيم عام 1974، وبمشاركة  64 فريقاً، وفاز به بوروسيا مونشنغلادباخ الألماني للمرة الأولى في تاريخه، وذلك بعد فوزه في النهائي على تفينتي أنشخيدة الهولندي بنتيجة 5-1 بمجموع المباراتين.